# Den underbara trädgården och andra berättelser ur Gamla Testamentet
Den underbara trädgården och andra berättelser ur Gamla Testamentet, bok av Ester Salminen med illustrationer av Kaj Beckman och Per Beckman, ursprungligen utgiven 1944 på Almqvist & Wiksell.